# Eragrostis tracyi
Eragrostis tracyi är en gräsart som beskrevs av Albert Spear Hitchcock. Eragrostis tracyi ingår i släktet kärleksgrässläktet, och familjen gräs.
Artens utbredningsområde är Florida. Inga underarter finns listade i Catalogue of Life.